# Heidi Mahler
Heidi Mahler (* 31. Januar 1944 in Weihe, Kreis Harburg) ist eine deutsche Volksschauspielerin und Hörspielsprecherin, die auf Hochdeutsch und Plattdeutsch spielt.

## Leben
Heidi Mahler ist die Tochter der Hamburger Volksschauspielerin Heidi Kabel und des Ohnsorg-Theater-Intendanten Hans Mahler.
Im Alter von 17 Jahren begann sie eine Ausbildung an der Hochschule für Musik und Theater Hamburg. Ihre erste Rolle im Hauptprogramm des Ohnsorg-Theaters spielte sie 1964 in dem Stück De vergnögte Tankstell. Sie war auch in vielen Fernsehaufzeichnungen zu sehen, etwa in Verteufelte Zeiten mit Henry Vahl, Edgar Bessen, Heidi Kabel, Gisela Wessel und Ernst Grabbe und Kein Auskommen mit dem Einkommen mit Otto Lüthje, Heidi Kabel, Edgar Bessen, Erna Raupach-Petersen und Hilde Sicks. Daneben wirkte sie wie die übrigen Schauspieler des Ohnsorg-Theaters immer wieder bei meist mundartlichen Hörspielaufnahmen des Norddeutschen Rundfunks und Radio Bremens mit. Heidi Mahler war von 1964 bis 1983 festes Mitglied des Ensembles des Ohnsorg-Theaters. Nach sechs Jahren am Thalia Theater kehrte sie 1989 zurück. Am 25. August 2019 startete das Ohnsorg-Theater mit dem Lustspiel En Mann mit Charakter mit Mahler in der Hauptrolle in die neue Spielzeit. Es soll Mahlers letzte Theaterrolle sein.
Mahlers erster Ehemann war der Pilot Klaus Wischmann, den sie am 1. August 1969 heiratete. In zweiter Ehe war sie von 1981 bis 1985 mit dem Schauspieler Jürgen Pooch verheiratet. Seit 1986 lebt sie in dritter Ehe mit dem in Düsseldorf geborenen Schauspieler und Regisseur Michael Koch zusammen. Mittlerweile wohnen sie auf einem alten Bauernhof in der Eifel.

## Stücke (Auswahl)
- Schneider Nörig (1969)
- Zwei Engel (1972)
- Für die Katz (1974)
- Die Königin von Honolulu (1965/66 und 1975/76)
- Wenn der Hahn kräht (1976)
- Mudder Mews (1977)
- Lotte spielt Lotto (1980)
- Mutter ist die Beste (Das Fenster zum Flur) (1981)
- Ein Mann ist kein Mann (1989)
- Tratsch op de Trepp (2016)
- De Witwenclub
- Up Düvels Schuvkar
- Thea Witt maakt nich mit
- Dat Hörrohr
- Rum aus Jamaika
- Frauen an Bord
- Wenn Du Geld hast
- Verteufelte Zeiten
- Der Lorbeerkranz
- Oh diese Eltern
- Der schönste Mann von der Reeperbahn
- Zwei Engel
- Die Venus von Müggensack
- Kein Auskommen mit dem Einkommen
- Ein Mann mit Charakter
- Willems Vermächtnis
- Das Kuckucksei
- Rund um Kap Hoorn (Eine lustige Küstenfahrt)
- Die Chefin
- Frau Pieper lebt gefährlich
- Das Herrschaftskind
- Frühstück bei Kellermann
- Eine gute Partie
- Wenn ik du weer
- Der Weiberhof
- Der Ritter aus Taiwan
- Dat Schörengericht
- En Mann mit Charakter (2019)

## Filmografie (Auswahl)
- 1968: Otto und die nackte Welle
- 1969: Klein Erna auf dem Jungfernstieg
- 1991: Großstadtrevier – Katzenjani
- 1992: Mutter und Söhne (Fernsehen)
- 1997: Großstadtrevier – Jens, 7 Jahre
- 2004: Zwei Millionen suchen einen Vater
- 2007: Hände weg von Mississippi – Regie: Detlev Buck
- 2011: Großstadtrevier – Zack, Zack!

## Hörspiele (Auswahl)
- 1963: De verloren Wiehnachtssteern – Regie: Günther Siegmund
- 1963: Duppelt Spill – Regie: Rudolf Beiswanger
- 1963: Küselwind – Regie: Rudolf Beiswanger
- 1964: Dag und Nacht – Regie: Nicht angegeben
- 1964: Dat gefährliche Öller – Regie: Rudolf Beiswanger
- 1964: Schatten op’n Weg – Regie: Heinz Lanker
- 1965: Ole Kunst un junge Leev – Regie: Heinz Lanker
- 1965: De Seelenköper – Regie: Friedrich Schütter
- 1966: Dat Lock in de Gerechtigkeit (nach Karl Bunje) – Regie: Hans Tügel
- 1966: De Börgermeisterstohl (nach Adolf Woderich) – Regie: Heinz Lanker
- 1967: De Nixenkomödie – Regie: Hermann Lenschau
- 1968: Seils in’e Nacht – Regie: Heinz Lanker
- 1969: De Pietsch – Regie: Heini Kaufeld
- 1969: Sommerleev – Regie: Otto Lüthje
- 1969: Dat Wulkenhus – Regie: Rudolf Beiswanger
- 1969: De Weg weer wiet – Regie: Heinz Lanker
- 1970: Elkeen för sick – Regie: Jochen Schenck
- 1971: De Slankheitskur – Regie: Karl-Heinz Kreienbaum
- 1972: Lanterne – Regie: Heinz Lanker
- 1972: Lege Fründschopp – Regie: Jochen Rathmann
- 1972: Op jeden Pott paßt’n Deckel – Regie: Heinz Lanker
- 1973: To laat? – Regie: Karl-Heinz Kreienbaum
- 1973: De Schrittmaker – Regie: Heinz Lanker
- 1978: De Saak mit de Wohrheit – Regie: Karl-Otto Ragotzky
- 1979: Söben Tügen – Regie: Curt Timm
- 1982: Dat ole Huus von Tante Gertrud – Regie: Hans Helge Ott
- 1983: Dat nee Huus – Regie: Nicht angegeben
- 1998: Eenmal Camping, jümmer Camping – Regie: Frank Grupe
- 2006: Ünner den Melkwoold (niederdeutsche Fassung des Hörspiels von Dylan Thomas) – Regie: Hans Helge Ott

## Auszeichnungen
- 2007: Rolf-Mares-Preis der Hamburger Theater für ihre Darstellung in Mudder Mews im Ohnsorg-Theater
- 2015: Senator-Biermann-Ratjen-Medaille des Senats der Freien und Hansestadt Hamburg
- 2019: Ehrenmitgliedschaft des Ohnsorg-Theaters[3]